# Diritti relativi
La categoria dei diritti relativi è una delle due in cui tradizionalmente si dividono i diritti soggettivi, insieme ai cosiddetti diritti assoluti. La distinzione nasce in considerazione del destinatario degli obblighi discendenti dal diritto: 
- nel caso dei diritti assoluti, l'obbligo negativo di non turbare l'esercizio del diritto è rivolto astrattamente alla generalità dei soggetti (ossia erga omnes).
- nel caso dei diritti relativi, il titolare può far valere ab origine la propria pretesa, che è costituita da un obbligo di fare o non fare, soltanto nei confronti di uno o più soggetti determinato o determinabile (i.e. in personam).

## Struttura dei diritti relativi
Nei diritti relativi è sempre postulata la strutturazione di un rapporto giuridico, poiché la relazione tra il titolare del diritto ed il bene giuridico non è immediata e diretta come nel caso dei diritti assoluti, ma richiede sempre una cooperazione della controparte del rapporto e soltanto nei confronti di tale soggetto il titolare di un diritto relativo può pretendere l'osservanza del comportamento imposto dal rapporto.
La divisione tra diritti relativi ed assoluti si ritrova in quella tra diritti reali e diritti di obbligazione. I primi rappresentano un paradigma di diritto assoluto (es. diritto di proprietà), i secondi sono tipicamente dei diritti relativi, tutelati da un'azione personale.

## Tipologia di diritti relativi
La classe dei diritti relativi è formata: 
- dai diritti di credito a cui corrisponde un'obbligazione (del debitore a restituire la somma ricevuta in prestito dal creditore, ad esempio) e pertanto caratterizzati dal requisito della patrimonialità
- dai diritti di famiglia i quali riguardano i rapporti che intercorrono tra i componenti del nucleo familiare - diritti che i coniugi vantano l'uno nei confronti dell'altro o i diritti riconosciuti ai figli nei confronti dei genitori. Questi diritti hanno un contenuto non patrimoniale.